# Neobaculentulus heterotarsus
Neobaculentulus heterotarsus är en urinsektsart som beskrevs av Bu och Xie 2006. Neobaculentulus heterotarsus ingår i släktet Neobaculentulus och familjen lönntrevfotingar. Inga underarter finns listade i Catalogue of Life.